# SK Komet 08 Hamburg
SK Komet 08 Hamburg was een Duitse voetbalclub uit de stad Hamburg, meer bepaald uit het stadsdeel Hammerbrook.

## Geschiedenis
De club werd op 2 augustus 1908 opgericht. Nadat de club in 1914 opgeheven werd, werd de club datzelfde jaar heropgericht als SC Adler 1914 en in 1915 werd opnieuw de oude naam aangenomen. In 1933 dwong de club voor 8.000 toeschouwers in een beslissende wedstrijd tegen Sperber 98 de promotie naar de hoogste klasse af. Echter door de competitiehervorming en de invoering van de Gauliga Nordmark als hoogste klasse bleef de club toch in de tweede klasse. In 1937 slaagde de club erin om te promoveren naar de Gauliga. De club eindigde in het eerste seizoen bij de elite op een respectabele zevende plaats. Het volgende seizoen kreeg de club thuis een 0-10 om de oren van Hamburger SV en verloor op het veld van Eimsbütteler TV met 12-1. De club nam weerwraak in het stadion van HSV door daar gelijk te spelen en uiteindelijk eindigde de club zelfs op een zesde plaats. Het volgende seizoen volgde echter een degradatie. In 1943 promoveerde de club weer. Door opsplitsing van de Gauliga promoveerde de club nu naar de Gauliga Hamburg. De club eindigde in de middenmoot. Voor het volgende seizoen ging de club een speelverbond aan met Veddeler TSV Hermannia 1888 voor één seizoen. Door de bombardementen in Operatie Gomorrha werd het stadion van de club volledig verwoest.
In maart 1947 fusioneerde de club met Rothenburgsorter FK 1908 en vormde zo het huidige TuS Hamburg 1880.